# Western Approaches

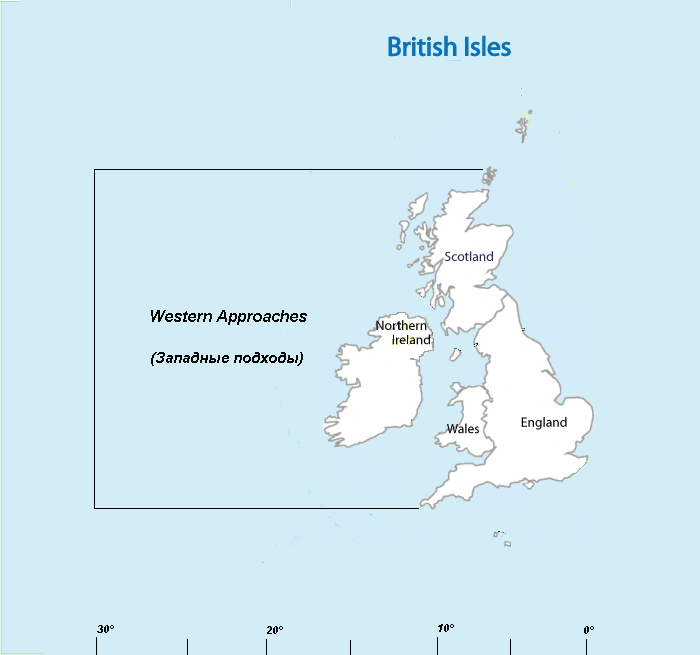
Western Approaches

Western Approaches (německy Westansteuerung) je přibližně obdélníková (ne zcela přesně vymezená) oblast Atlantského oceánu ležícího severozápadně od pobřeží Velké Británie. Její severní a jižní hranice jsou vymezeny odpovídajícími koncovými výběžky Británie, na severu hraničí s Norským mořem. Východní hranici tvoří západní pobřeží Británie a západní hranici tvoří poledník (30 °), který prochází Islandem.
Termín Western Approaches se používá především v anglicky mluvících zemích (zejména ve Spojeném království), a to zejména ve vojenském kontextu. Je důležitý zejména pro ponorkovou válku v severním Atlantiku během bitvy o Atlantik za druhé světové války. Námořní koridor měl a má pro Britské ostrovy velký strategický význam, neboť většina mezinárodní lodní dopravy z něj připlouvá do Velké Británie. Anglický termín se příležitostně používá také v německy mluvících zemích.
Během druhé světové války bylo zřízeno zvláštní velitelství Western Approaches Command, které mělo na starosti právě bezpečné zásobování Velké Británie. Zpočátku Velitelství Western Approaches Command vedl admirál sir Martin Dunbar-Smith z Plymouthu, což se však ukázalo jako nevyhovující, a proto bylo přesunuto do Liverpoolu. Od 17. února 1941 do 19. listopadu 1942 byl vrchním velitelem Velitelství Western Approaches Command admirál sir Percy Noble. Od 19. listopadu 1942 až do jeho rozpuštění 15. srpna 1945 velel Velitelství Western Approaches Command bývalý námořník ponorky Max Horton. V původních prostorách jeho základny v Liverpoolu je nyní muzeum věnované tomuto tématu.
Film Western Approaches byl natočen v roce 1944 jako pocta britskému obchodnímu námořnictvu.